# Campeonato Sudamericano de Clubes de Voleibol Femenino 2023
El Campeonato Sudamericano de Clubes de Voleibol Femenino de 2023 fue la trigésima sexta edición del torneo de voleibol femenino más importante a nivel de clubes en Sudamérica. El torneo se disputó del 10 al 14 de mayo de 2023 en la ciudad de Uberlândia (Brasil) y otorgó dos plazas para el Campeonato Mundial de Clubes de la FIVB de 2023. El anfitrión Dentil Praia se consagró campeón de forma invicta tras derrotar al Gerdau Minas, logrando así su segundo trofeo continental. La dominicana Brayelin Martínez se llevó el premio a la jugadora más valiosa (MVP), además de ser consagrada como mejor punta receptora del certamen.

## País anfitrión y ciudad sede
El 18 de abril de 2023 la ciudad de Uberlândia anunció que sería anfitriona del certamen, actuando el Praia Clube como equipo local. Esta sería la cuarta vez que la ciudad albergase el torneo, tras las ediciones de 2017, 2020 y 2022.

## Equipos participantes
| País    | Cupos | Equipos |
| ------- | ----- | --- |
| Brasil  | 3     | Dentil/Praia Club - equipo anfitrión Itambé/Minas - Campeón Superliga feminina 2021/22 Sesi/Voley Bauru - Tercero en Superliga feminina 2021/22 |
| Bolivia | 1     | Club Olympic - Campeón Liga Superior Femenina del Voleibol Boliviano 2022                                                                       |
| Chile   | 1     | Boston College - Campeón Liga Nacional de Voleibol 2022                                                                                         |
| Perú    | 1     | Regatas Lima - Campeón Liga Nacional Superior de Voleibol Femenino 2022-23                                                                      |
| Uruguay | 1     | Club Social y Deportivo Juan Ferreira - Campeón Superliga Uruguaya 2022                                                                         |

## Modo de disputa
En primera instancia, los equipos se dividen en dos grupos: el A, de tres equipos y el B, de cuatro. Allí los equipos se enfrentaron unos a otros en un sistema de todos contra todos. Los dos mejores equipos de cada grupo avanzan a la segunda fase, mientras que los equipos ubicados en las terceras posiciones de cada grupo se enfrentan entre sí para determinar el quinto puesto.
Los mejores cuatro equipos se enfrentaron en una segunda fase, donde el primero de un grupo se enfrentó al segundo del otro. Los dos ganadores avanzaron a la final mientras que los perdedores disputaron el tercer puesto.

## Resultados

### Primera fase
Todos los horarios son expresados en hora local.

#### Grupo A
| Pos. | Equipo         | Pts | PG | PP | SG | SP | PG  | PP  |
| ---- | -------------- | --- | -- | -- | -- | -- | --- | --- |
| 1.°  | Dentil/Praia   | 6   | 2  | 0  | 6  | 1  | 174 | 118 |
| 2.°  | Regatas Lima   | 3   | 1  | 1  | 4  | 5  | 177 | 191 |
| 3.°  | Boston College | 0   | 0  | 2  | 2  | 6  | 146 | 188 |

|  | Clasificados a semifinales. |

| Fecha      | Hora  | Equipo 1     | Res.  | Equipo 2       | Set 1 | Set 2 | Set 3 | Set 4 | Set 5 | Total    | Reporte |
| ---------- | ----- | ------------ | ----- | -------------- | ----- | ----- | ----- | ----- | ----- | -------- | ------- |
| 10 de mayo | 18:00 | Dentil/Praia | 3 – 0 | Boston College | 25-21 | 25-16 | 25-17 |       |       | 75 – 54  | CSV     |
| 11 de mayo | 18:00 | Dentil/Praia | 3 – 1 | Regatas Lima   | 25-14 | 24-26 | 25-14 | 25-10 |       | 99 – 64  | CSV     |
| 12 de mayo | 18:00 | Regatas Lima | 3 – 2 | Boston College | 23-25 | 23-25 | 25-13 | 25-14 | 17-15 | 113 - 92 | CSV     |

#### Grupo B
| Pos. | Equipo           | Pts | PG | PP | SG | SP | PG  | PP  |
| ---- | ---------------- | --- | -- | -- | -- | -- | --- | --- |
| 1.º  | Itambé/Minas     | 9   | 3  | 0  | 9  | 0  | 225 | 132 |
| 2.º  | Sesi/Voley Bauru | 6   | 2  | 1  | 6  | 3  | 217 | 126 |
| 3.°  | Club Olympic     | 3   | 1  | 2  | 3  | 7  | 159 | 215 |
| 4.°  | Juan Ferreira    | 0   | 0  | 3  | 1  | 9  | 113 | 244 |

|  | Clasificados a semifinales. |

| Fecha      | Hora  | Equipo 1         | Res.  | Equipo 2         | Set 1 | Set 2 | Set 3 | Set 4 | Set 5 | Total   | Reporte |
| ---------- | ----- | ---------------- | ----- | ---------------- | ----- | ----- | ----- | ----- | ----- | ------- | ------- |
| 10 de mayo | 16:00 | Sesi/Voley Bauru | 3 – 0 | Juan Ferreira    | 25-10 | 25-5  | 25-5  |       |       | 75 - 20 | CSV     |
| 10 de mayo | 20:00 | Gerdau Minas     | 3 – 0 | Club Olympic     | 25-14 | 25-10 | 25-10 |       |       | 75 – 34 | CSV     |
| 11 de mayo | 16:00 | Juan Ferreira    | 1 – 3 | Club Olympic     | 14-25 | 13-25 | 25-19 | 13-25 |       | 65 – 94 | CSV     |
| 11 de mayo | 20:00 | Gerdau Minas     | 3 - 0 | Sesi/Voley Bauru | 25-22 | 25-22 | 25-23 |       |       | 75 - 67 | CSV     |
| 12 de mayo | 16:00 | Sesi/Voley Bauru | 3 - 0 | Club Olympic     | 25-11 | 25-6  | 25-12 |       |       | 75 - 29 | CSV     |
| 12 de mayo | 20:00 | Gerdau Minas     | 3 - 0 | Juan Ferreira    | 25-8  | 25-19 | 25-4  |       |       | 75 - 31 | CSV     |

### Segunda fase
Todos los horarios son expresados en hora local.
|  | Semifinales       | Semifinales |              |                   | Final            | Final        |  |
|  |                   |             |              |                   |                  |              |  |
|  |                   |             |              |                   |                  |              |  |
|  | Dentil Praia Club | 3           |              |                   |                  |              |  |
|  | Dentil Praia Club | 3           |              |                   |                  |              |  |
|  | Sesi/Voley Bauru  | 0           |              |                   |                  |              |  |
|  | Sesi/Voley Bauru  | 0           |              | Dentil/Praia Club | 3                |              |  |
|  |                   |             |              | Dentil/Praia Club | 3                |              |  |
|  |                   |             | Gerdau Minas | 2                 |                  |              |  |
|  | Gerdau Minas      | 3           | Gerdau Minas | 2                 |                  |              |  |
|  | Gerdau Minas      | 3           |              |                   |                  |              |  |
|  | Regatas Lima      | 0           |              |                   | Tercer lugar     | Tercer lugar |  |
|  | Regatas Lima      | 0           |              |                   | Tercer lugar     | Tercer lugar |  |
|  |                   |             |              |                   |                  |              |  |
|  |                   |             |              |                   | Sesi/Voley Bauru | 3            |  |
|  |                   |             |              |                   | Sesi/Voley Bauru | 3            |  |
|  |                   |             |              |                   | Regatas Lima     | 0            |  |
|  |                   |             |              |                   | Regatas Lima     | 0            |  |
|  |                   |             |              |                   |                  |              |  |

|  | Quinto puesto  |   |  |
|  |                |   |  |
|  | Club Olympic   | 1 |  |
|  | Club Olympic   | 1 |  |
|  | Boston College | 3 |  |
|  | Boston College | 3 |  |

#### Semifinales
| Fecha      | Hora  | Equipo 1     | Res.  | Equipo 2         | Set 1 | Set 2 | Set 3 | Set 4 | Set 5 | Total   | Reporte |
| ---------- | ----- | ------------ | ----- | ---------------- | ----- | ----- | ----- | ----- | ----- | ------- | ------- |
| 13 de mayo | 18:00 | Gerdau Minas | 3 – 0 | Regatas Lima     | 25-19 | 25-17 | 25-18 |       |       | 75 – 54 | CSV     |
| 13 de mayo | 20:30 | Dentil/Praia | 3 – 0 | Sesi/Voley Bauru | 25-16 | 25-14 | 25-19 |       |       | 75 – 49 | CSV     |

#### Quinto puesto
| Fecha      | Hora  | Equipo 1     | Res.  | Equipo 2       | Set 1 | Set 2 | Set 3 | Set 4 | Set 5 | Total   | Reporte |
| ---------- | ----- | ------------ | ----- | -------------- | ----- | ----- | ----- | ----- | ----- | ------- | ------- |
| 13 de mayo | 15:00 | Club Olympic | 1 – 3 | Boston College | 25-18 | 21-25 | 20-25 | 15-25 |       | 81 – 93 | CSV     |

#### Tercer puesto
| Fecha      | Hora  | Equipo 1         | Res.  | Equipo 2     | Set 1 | Set 2 | Set 3 | Set 4 | Set 5 | Total   | Reporte |
| ---------- | ----- | ---------------- | ----- | ------------ | ----- | ----- | ----- | ----- | ----- | ------- | ------- |
| 14 de mayo | 17:30 | Sesi/Voley Bauru | 3 – 0 | Regatas Lima | 25-20 | 25-15 | 25-22 |       |       | 75 - 57 | CSV     |

#### Final
| Fecha      | Hora  | Equipo 1     | Res.  | Equipo 2     | Set 1 | Set 2 | Set 3 | Set 4 | Set 5 | Total    | Reporte |
| ---------- | ----- | ------------ | ----- | ------------ | ----- | ----- | ----- | ----- | ----- | -------- | ------- |
| 10 de mayo | 18:30 | Dentil Praia | 3 – 2 | Gerdau Minas | 25-16 | 17-25 | 27-25 | 12-25 | 15-11 | 96 – 102 | CSV     |

## Posiciones finales
| Pos.              | Equipo            |
| ----------------- | ----------------- |
| Medalla de oro    | Dentil/Praia Club |
| Medalla de plata  | Gerdau Minas      |
| Medalla de bronce | Sesi/Voley Bauru  |
| 4.°               | Regatas Lima      |
| 5.°               | Boston College    |
| 6.°               | Club Olympic      |
| 7.°               | Juan Ferreira     |

|  | Clasificados al Mundial de Clubes de la FIVB de 2023 |

| Campeón Sudamericano de Clubes   |
| -------------------------------- |
| Dentil/Praia Club Segundo título |

## Distinciones individuales
Al culminar la competición la organización del torneo entregó los siguientes premios individuales:
- Jugadora más valiosa (MVP)

 Brayelin Martínez (Dentil Praia)
- Mejor armadora

 Dani Lins (Sesi Bauru)
- Mejores atacantes de punta

 Peña (Gerdau Minas)
 Brayelin Martínez (Dentil Praia)
- Mejores centrales

 Thaísa Menezes (Gerdau Minas)
 Jineiry Martinez (Dentil Praia)
- Mejor opuesta

 Kisy (Itambé/Minas)
- Mejor líbero

 Mirian Patiño (Regatas Lima)
- Mejor jugadora de la final

 Claudia Bueno (Dentil Praia)